# Bill Johnson (politico)
William Leslie Johnson, detto Bill (Roseboro, 10 novembre 1954), è un politico e militare statunitense membro della Camera dei Rappresentanti per lo stato dell'Ohio dal 2011 al 2024.

## Biografia
Nato nella Carolina del Nord, nel 1973 Johnson si arruolò nell'Air Force e vi prestò servizio per ventisei anni, congedandosi nel 1999 con il grado di tenente colonnello.
In seguito Johnson fondò una società di consulenza informatica che diresse per tre anni e successivamente venne assunto da un'altra compagnia, dove rimase fino al 2010. In quell'anno infatti Johnson si candidò per un seggio alla Camera dei Rappresentanti come membro del Partito Repubblicano.
Johnson riuscì a sconfiggere il deputato democratico in carica Charlie Wilson e approdò al Congresso. Due anni dopo Wilson chiese la rivincita, ma venne sconfitto nuovamente da Johnson.
Il 21 gennaio 2024, Johnson si dimise dalla Camera dei Rappresentanti.
Ideologicamente Johnson si configura come conservatore. Sposato, è padre di quattro figli.